# العناكب العظيمة
العناكب العظيمة (الاسم العلمي: Megarachne) (من الاغريقية:megas = μέγας = «عظيم» + Arachne = ἀράχνη = «عنكبوت»)، وهي جنس من عريضات الأجنحة، مجموعة منقرضة من المفصليات المائية. وقد تم اكتشاف أحافير العناكب العظيمة في رواسب العصر الفحمي المتأخر، من المرحلة الغزيلي، في مدينة سان لويس، الأرجنتين.